# Валтер II фон Рьотелн
Валтер II фон Рьотелн (на немски: Walter von Rötteln; * пр. 1180; † 11 февруари 1231 или 1232) е епископ на Базел (1213 – 1215).
Той е син на фрайхер Дитрих III фон Рьотелн († пр. 1204) от областа на Базел. Брат е на Лютхолд II фон Рьотелн († 1249), епископ на Базел (1238 – 1248). Чичо му Конрад II фон Тегерфелден († 1233) е епископ на Констанц (1209 – 1233).
Валтер е домхер в Базел, от 1209 г. домхер в Констанц, 1211 – 1214 г. пропст в Констанц. Преди 1 септември 1213 г. той е избран за епископ на Базел. През 1215 г., вероятно заради продажби на епскопски собствености, той е свален от катедралния капител и папа Инокентий III. След това той се връща в капитела на Констанц. Там той е от от 1221 до 1230 г. катедрален шхоластик и 1223 г. архидякон на Бургундия.